# Rudol'f Pljukfel'der
Rudol'f Vladimirovič Pljukfel'der (in russo Рудольф Владимирович Плюкфельдер?; Novoorlivka, 6 settembre 1928) è un ex sollevatore sovietico. 
Da atleta è stato campione olimpico, mondiale ed europeo nella categoria dei pesi massimi leggeri (fino a 82,5 kg.).

## Carriera
Pljukfel'der è nato in Ucraina da una famiglia di origine tedesca. Quando la Germania invase l'Unione Sovietica nel 1941, suo padre e suo fratello maggiore furono giustiziati. Il resto della famiglia fu mandato in un campo di lavoro in Siberia, dove il giovane Pljukfel'der iniziò a lavorare in una miniera di carbone all'età di 14 anni nella città di Kiselëvsk.
Nel tempo libero cominciò a praticare atletica e lotta, diventando campione regionale di quest'ultima disciplina. Si dedicò al sollevamento pesi quando aveva già 22 anni, allenandosi da solo, in quanto nella sua città non c'erano allenatori di sollevamento pesi, fino al 1962, quando si trasferì a Šachty. Ciononostante, Pljukfel'der riuscì a diventare il miglior sollevatore al mondo della sua categoria, pur avendo avuto avversari molto forti nella stessa categoria.
Nel 1958 vinse il suo primo titolo nazionale sovietico con 440 kg. nel totale su tre prove. L'anno seguente, dopo aver vinto nuovamente il titolo nazionale, partecipò ai campionati mondiali ed europei di Varsavia, la sua prima grande competizione internazionale, vincendo subito la medaglia d'oro con 457,5 kg. nel totale e realizzando il record mondiale nella prova di strappo e nel totale.
Nel 1960 vinse nel mese di maggio la medaglia d'oro ai campionati europei di Milano con 442,5 kg. nel totale ma non poté partecipare alle successive Olimpiadi di Roma 1960, dove sarebbe stato uno dei principali candidati alla vittoria, a causa di un infortunio alla schiena che gli impedì di gareggiare.
Nel 1961 vinse la medaglia d'oro ai campionati mondiali ed europei di Vienna con 450 kg. nel totale, battendo l'ungherese Géza Tóth (432,5 kg.) e lo statunitense Tommy Kono (430 kg.).
Due anni dopo venne sconfitto dall'altro ungherese Győző Veres ai campionati mondiali ed europei di Stoccolma, dove Veres concluse la gara al 1º posto con 477,5 kg. nel totale contro i 467,5 kg. nel totale di Pljukfel'der, 2º classificato.
Il sovietico si rifece l'anno seguente alle Olimpiadi di Tokyo 1964, valevoli anche campionato mondiale di sollevamento pesi, vincendo la medaglia d'oro con 475 kg. nel totale e sconfiggendo i due ungheresi Tóth (467,5 kg.) e Veres (stesso risultato nel totale di Tóth).
Poco dopo i Giochi Olimpici di Tokyo decise di ritirarsi dall'attività agonistica e di dedicarsi all'attività di allenatore di sollevamento pesi.
Nel corso della sua carriera di atleta Rudol'f Pljukfel'der realizzò nove record del mondo, di cui uno nella prova di distensione lenta, cinque nella prova di strappo, uno nella prova di slancio e due nel totale, e vinse complessivamente sei titoli nazionali sovietici.

## Carriera da allenatore
Pljukfel'der, già da atleta in attività, allenava altri sollevatori sovietici come Aleksej Vachonin, che fece diventare un campione partendo da zero.
In seguito, dopo il ritiro dall'agonismo, ebbe una lunga carriera di allenatore nella città di Šachty, facendola diventare una rinomata scuola di sollevamento pesi.
Tra i suoi allievi vi furono 6 campioni olimpici e 7 campioni mondiali, portando al successo atleti come il citato Aleksej Vachonin, Vasilij Alekseev, David Rigert, Nikolaj Kolesnikov, Aleksandr Voronin, Viktor Tregubov, Gennadij Bessonov.
Agli inizi degli anni '90 decise di emigrare in Germania, ritirandosi a vita privata ma continuando ad allenarsi nel sollevare pesi fino alle soglie dei 90 anni di età.